# 竹田市立菅生小学校
竹田市立菅生小学校（たけたしりつ すごうしょうがっこう）は、大分県竹田市大字菅生にあった市立小学校。

## 沿革
- 1874年4月 - 菅生小学校創立（大字菅生472番地）
- 1883年4月 - 新校舎落成（大字萱生511番地）
- 1887年4月 - 菅生簡易小学校と改称
- 1893年1月 - 菅生尋常小学校と改称
- 1908年 - 菅生尋常高等小学校と改称
- 1917年 - 校舎移転新築（大字菅生1108−1番地）
- 1941年4月 - 菅生国民学校と改称
- 1947年4月 - 菅生村立菅生小学校と改称
- 1954年4月1日 - 竹田市立菅生小学校と改称
- 1977年9月 - 新校舎落成（大字菅生490番地）
- 2025年3月 - 竹田市立南部小学校へ統合